# Liste der Schweizer Botschafter in Belgien
Schweizer Botschafter in Belgien.

## Missionschefs
- 1920–1937: Frédéric Barbey (1879–1970), Gesandter
- 1938–1940: Maxime de Stoutz (1880–1969)

1940 bis 1944: Unterbrechung der Beziehungen
- 1944–1946: Maxime de Stoutz (1880–1969)
- 1951–1956: Henry Vallotton (1891–1971)
- 1956–1957: Gaston Jaccard (1894–1991)
- 1957–1960: Gaston Jaccard (1894–1991), Botschafter
- 1960–1962: Robert Maurice (1906–1998)
- 1963–1967: Jean-Louis Pahud (1909–1993)
- 1967–1969: Philippe Zutter (1904–1984)
- 1970–1976: Henri Monfrini (1913–1977)
- 1976–1981: Auguste Hurni (1916–1988)
- 1981–1984: Jacques Ruedi (1919–2012)
- 1984–1987: Jean Bourgeois (1926–1999)
- 1987–1993: Gaspard Bodmer (1931–2000)
- 1993–1999: Pierre-Yves Simonin (1937–)
- 2003–2007: Robert Mayor (1942–)
- 2007–2012: Jacques de Watteville (1951–)
- 2012–2016: Roberto Balzaretti (1965-)
- 2016–2018: Christian Meuwly
- 2019–heute: Philippe Brandt

Ab 1918 selbständige Gesandtschaft, seit 1957 Botschaft.